# Mekanisk vågrörelse
För andra betydelser av "våg", se Våg
Mekaniska vågor är vågor som är beroende av ett medium för att kunna förflytta sig. Exempelvis vågor på vatten och vågor i luft (det vill säga ljud) är mekaniska vågor. Alla vågrörelser är emellertid inte mekaniska; elektromagnetisk strålning (ljus) utgör elektromagnetiska vågor som inte är beroende av ett medium för att kunna förflytta sig.
Mekaniska vågor beskrivs genom harmonisk oscillation.